# Jakob Emil Schladt
Jakob Emil Schladt (* 5. März 1885 in St. Goarshausen; † 9. Dezember 1955 in Wiesbaden) war ein deutscher Politiker (Zentrum, später CDU). Von 1945 bis 1947 war er Landrat des Landkreises St. Goarshausen und von 1947 bis 1950 Landrat des Landkreises Trier.

## Leben und Wirken

### Ausbildung und Beruf
Nach Besuch der Volksschule absolvierte Schladt von 1899 bis 1903 eine Schreinerlehre, besuchte anschließend die Kunstgewerbeschule und die höheren Handelsschule und legte schließlich eine Meisterprüfung im Schreinerhandwerk ab. Schladt war Soldat im Ersten Weltkrieg. Nach der Novemberrevolution 1918 war er Mitbegründer eines christlich-demokratischen Soldatenbundes in Berlin. 1919 übernahm er den väterlichen Betrieb, eine kunstgewerbliche Schreinerei. Ab 1924 war er zusätzlich Syndikus eines Wirtschaftsverbandes.

### Politik
Seit 1905 war Schladt Mitglied des Windhorstbundes, der Jugendorganisation der Zentrumspartei, der er seit 1906 ebenfalls angehörte. Von 1919 bis 1924 war Schladt Stadtverordneter von St. Goarshausen. 1923 übernahm er für neun Monate kommissarisch das Amt des Bürgermeisters und war anschließend von 1924 bis 1933 Erster Beigeordneter. Darüber hinaus war Schladt von 1919 bis 1933 Mitglied der Zentrumsfraktion des Kreistages, Mitglied des Kreisausschusses und von 1924 an auch erster Kreisdeputierter des Landkreises St. Goarshausen. Nach der Machtübernahme der Nationalsozialisten 1933 verlor Schladt alle Ämter und erhielt Redeverbot. 1943/44 wurde er auf Anordnung der NSDAP mit 25 französischen Kriegsgefangenen in einem Sägewerk zur Zwangsarbeit dienstverpflichtet. Nach dem Ende der nationalsozialistischen Herrschaft wurde er 1945 von der französischen Militärregierung als Bürgermeister von St. Goarshausen und als Landrat des Landkreises St. Goarshausen (zunächst stellvertretend bzw. kommissarisch) sowie als Leiter des Wiederaufbauamtes in den Kreisen St. Goarshausen und Rheingau eingesetzt.
Schladt gehörte 1945 mit Peter Altmeier zu den Unterzeichnern des Antrages zur Genehmigung der Christlich Demokratischen Partei (CDP) im Regierungsbezirk Koblenz. Zum 1. April 1947 wurde er als kommissarischer Landrat des Kreises Trier-Land nach Trier versetzt; im Dezember 1948 stimmte der Kreistag Trier-Land einstimmig seiner endgültigen Ernennung zu. 1950 trat er in den Ruhestand.